# Gázszer FC
A Gázszer FC egy megszűnt magyar labdarúgócsapat. 1997-től az 1999-es őszi szezon végéig az első osztályban szerepelt. Székhelye Agárdon volt, azonban megfelelő stadion hiányában más településeken játszotta az élvonalbeli mérkőzéseit.

## Története
A klub 1994-ben jött létre, a Fejér megyei I. osztályban szereplő Velence Tours jogutódjaként. Nevét a tulajdonos Németh László cége, a Gázszer Bt. után kapta. Az edző az egykor a Videoton FC csapatát irányító Hartyáni Gábor lett. A csapat minden évben bajnokságot nyerve egy-egy osztállyal feljebb lépett, így az 1997-98-as szezonban már az NB I-ben játszott. 
Mivel Agárdon nem volt a követelményeknek megfelelő stadion, a hazai mérkőzéseiket Székesfehérváron játszották:a másodosztályban a MÁV Előre-pályán, az élvonalban a Sóstói Stadionban. Kellemes meglepetést okozva első NB I-es szezonjukat 8. helyen zárták, Tiber Krisztián pedig gólkirály lett. Ennek ellenére nem sikerült jelentős szurkolótábort maguk mögé állítaniuk, a székesfehérváriak kitartottak a kiesés ellen küzdő Videoton mellett, a „betolakodónak” tekintett Gázszert inkább ellenszenvvel fogadták.
A következő szezonban a hazai mérkőzések helyszíne az akasztói stadion lett, amely a Stadler FC megszűnésével gazdátlan maradt (az utánpótlás csapatok viszont továbbra is Székesfehérvárott játszottak, a MÁV Előre-pályán). Bár előző évi szereplésüket nem sikerült megismételni, továbbra is stabil középmezőnybeli csapat maradtak, a mérkőzéseket viszont az új helyszínen nézői részről még inkább érdektelenség jellemezte.
Az 1999/2000-es bajnokságra visszaköltöztek Székesfehérvárra. Az új vezetőedző Csongrádi Ferenc lett, Hartyáni szakmai igazgatóként tevékenykedett tovább. A szezon jól kezdődött a csapat számára, története során először sikerült élen állnia a tabellán. Később némileg visszaestek, így az őszt 5. helyen zárták. Azonban a téli szünetben a fokozódó anyagi gondok miatt eladták a részvételi jogot a másodosztályú Pécsi Mecsek FC-nek, amely továbbvitte a Gázszer eredményeit. A játékosok szétszéledtek, a Gázszer FC megszűnt.

## Híres játékosok
* a félkövérrel írt játékosok rendelkeznek felnőtt válogatottsággal.
- Oleg Korol
- Valdas Urbonas
- Popovits Pál
- Dvéri Zsolt
- Simek Péter
- Vincze Gábor
- Tiber Krisztián

## Legnagyobb sikerek

### Első osztály
- 1997/98 – 8. hely
- 1998/99 – 11. hely
- 1999/2000 – őszi 5. hely (ezután eladták a részvételi jogot a PMFC-nek, amely a 7. helyen zárta a szezont)

### Másodosztály
- 1996/97 – NB II – Nyugati-csoport bajnoka

### Harmadosztály
- 1995/96 – NB III – Duna-csoport bajnoka

### Megyei bajnokság
- 1994/95 – Fejér megyei bajnok